# Реген (река)
Реген (чеш. Řezná) је река у Баварској, Немачка, и лева притока Дунава, у Регензбургу. Извор његовог главног тока, Великог Регена (Großer Regen), налази се у Чешкој Шумави на територији Чешке, у близини Железне Руде. Река прелази границу након неколико километара, код места Бајериш Ајзенштајн. Име на немачком језику развило се из назива на латинском, али његово значење није познато. Римљани су различито звали реку Регана (женски род), Реганус (мушки род) и Реганум (неутрално).
У Цвизелу, Великом Регену се придружује Мали Реген (Kleiner Regen) који формира Црни Реген (Schwarzer Regen). Црни Реген протиче кроз Реген и Фихтах, а придружи им се Бели Реген (Weißer Regen) у Бад Кецтингу. Укупна дужина реке Реген, укључујући и њене главне токове, Велики Реген и Црни Реген, износи 191 km (119 mi).
Долина Регенa је главна долина која прелази баварску шуму; многа насеља у планинама налазе се дуж реке. Градови уз реку Реген укључују Kaм и Регенсбург.